# Nation civique
 (juillet 2008).
Si vous disposez d'ouvrages ou d'articles de référence ou si vous connaissez des sites web de qualité traitant du thème abordé ici, merci de compléter l'article en donnant les références utiles à sa vérifiabilité et en les liant à la section « Notes et références ».
La nation civique est une conception souvent rattachée au philosophe et historien Ernest Renan. Associé à la Révolution française, ce concept de nation se définit comme une association volontaire d’individus ayant comme objectifs de se donner ou de se lier à un État. Autrement dit, l’État constitue le cadre dans lequel ces individus sont regroupés. Ce concept réfère plus formellement à la notion de citoyenneté étatique ou de société civile. Cela se traduit par la volonté des individus de se lier à un État pour ainsi faire partie d'un groupe ayant des intérêts communs.